# Air Amder
Air Amder is een luchtvaartmaatschappij uit Mauritanië met als thuisbasis Nouakchott.

## Geschiedenis
Air Amder is opgericht in 2005.

## Vloot
De vloot van Air Amder bestaat uit: (juni 2007)
- 1 Antonov AN-24V